# Љубини дани
Љубини дани је манифестација коју је установила ваљевска Матична библиотека „Љубомир Ненадовић” 2014. године.

## О Манифестацији
Састоји се од Награде „Љубомир П. Ненадовић” за најбољи путопис на српском језику објављен у претходној години и додатних теоријско-истраживачких садржаја: предавања, трибина и књижевних вечери на тему путописа и путовања. Манифестација, која је с правом названа и Празник путописа одржава се сваке године и започиње доделом Награде, која се победнику Конкурса додељује 14. септембра у Бранковини (на дан рођења и у родном месту Љубомира Ненадовића) и траје кроз друге, теоријске садржаје до краја године.

## АлманахЉубини дани
Од 2016. године у склопу Манифестације почиње да излази и алманах Љубини дани, у коме се експлицирају различите теме везане за овај жанр, његове ауторе и херменеутике, било да је реч о савремености, или прошлости.

## Награда „Љубомир П. Ненадовић”
Награда за најбољу путописну књигу на српском језику у датој години. Установила ју је 2014. године Ваљевска библиотека, која носи име овог ваљевског књижевног и путописног великана. Награда се састоји од Свечане повеље и новчаног дела, а први пут је додељена у децембру 2014. Читав пројекат се реализује уз подршку Министарства културе и информисања РС и локалне самоуправе. Јасно је да је једна од амбиција да се Наградом обухвате сви простори где се српским језиком говори, од Републике Српске и Босне и Херцеговине, Црне Горе и Хрватске, до српске дијаспоре широм света. Одлучено је 2015. године да се награда уручује 14. септембра у Бранковини, када је рођен Љубомир Ненадовић. Први пут је 2016. године додељена књижевна награда за путопис на дан рођења Љубомира Ненадовића.